# Valle Amargosa

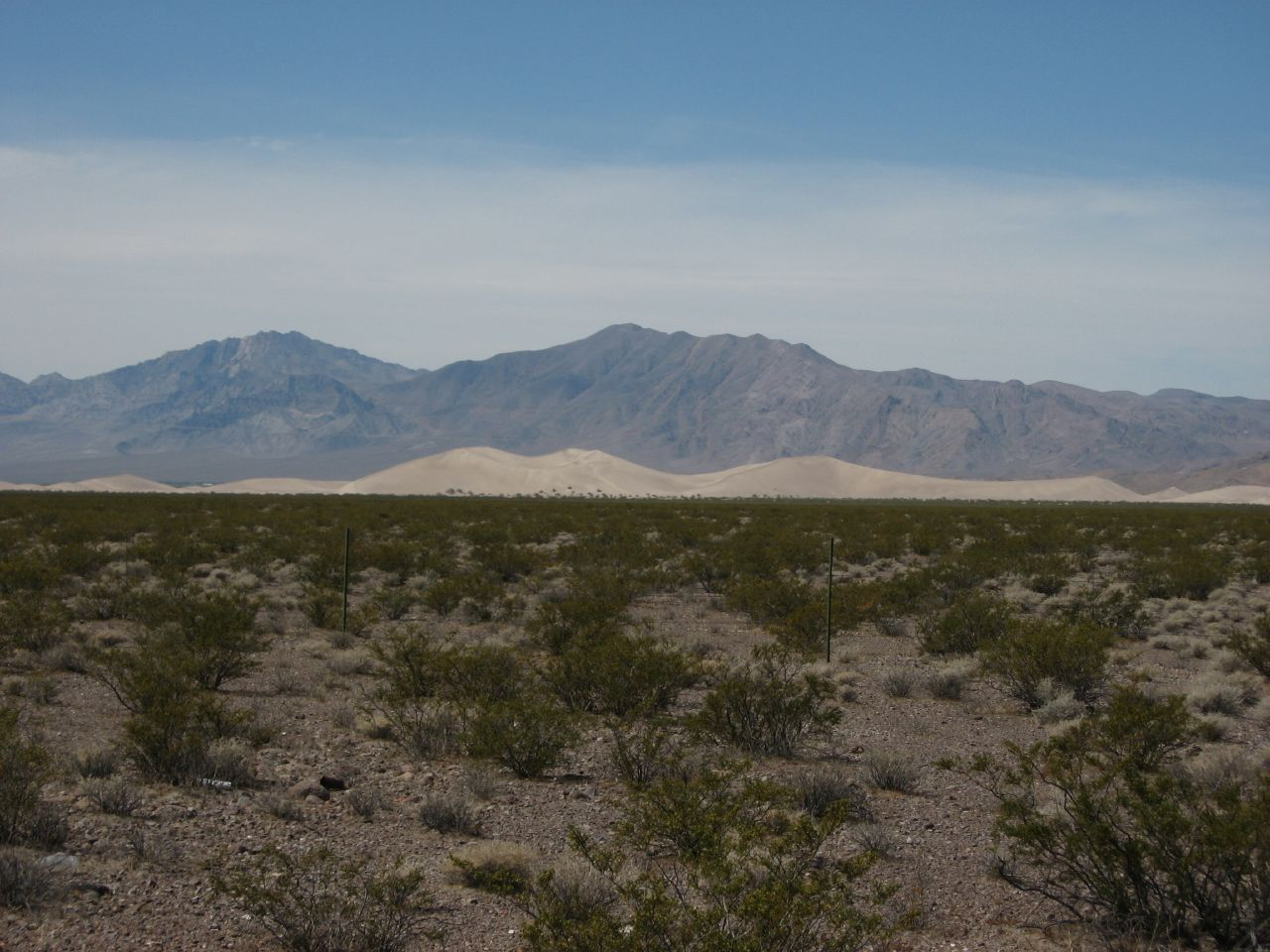
Gran Duna en el valle Amargosa con las Funeral Mountains detrás.

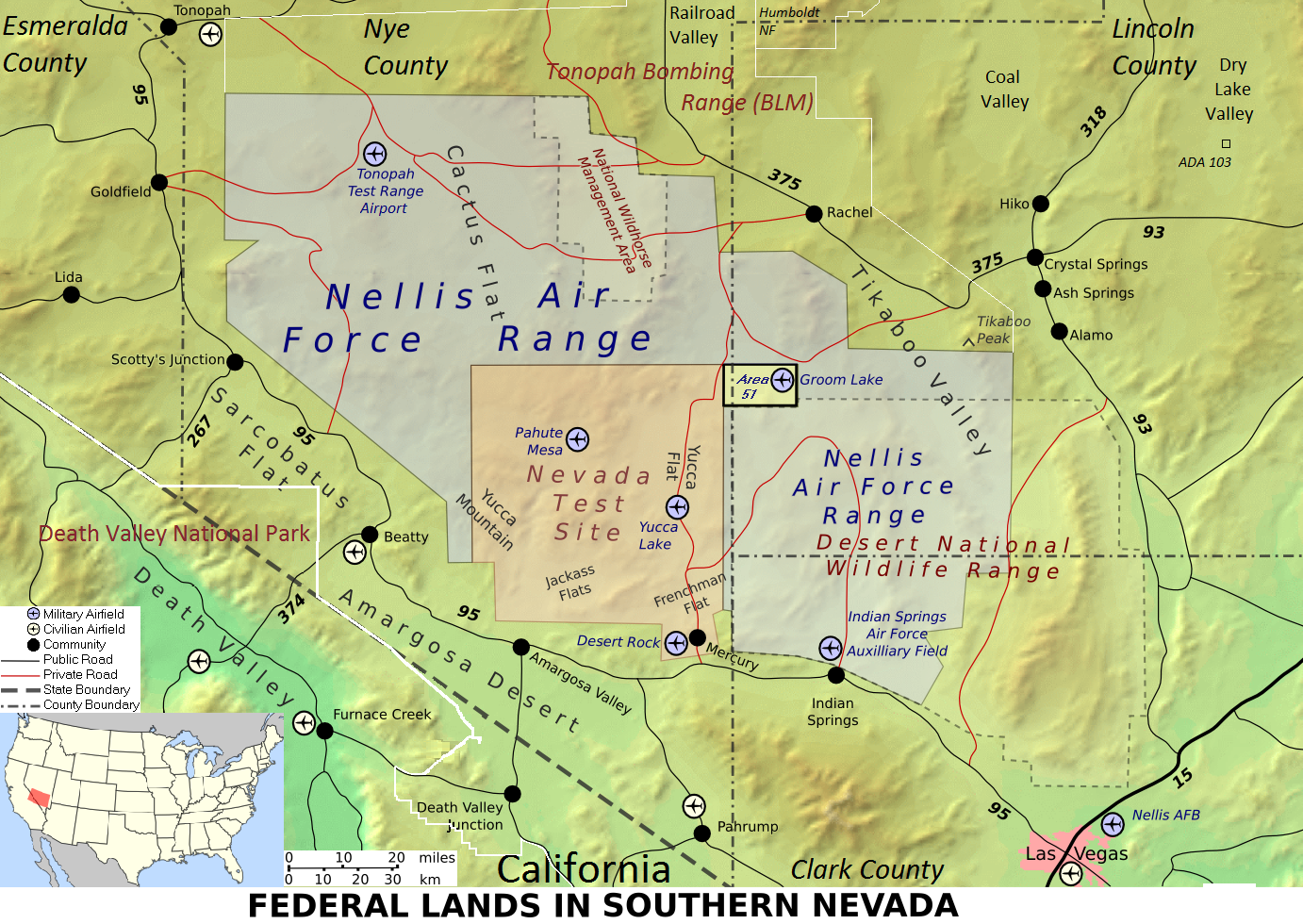
1.600 km² del desierto de Amargosa, que componen los dos tercios meridionales del Valle Amargosa.

El Valle Amargosa es un valle que se encuentra en el desierto de Amargosa, ubicado en el condado de Nye, al suroeste de Nevada, Estados Unidos.

## Geografía
El Valle Amargosa está ubicado al noreste del Valle de la Muerte y en paralelo a la frontera con California; también se encuentra al este de la Amargosa Range y las Funeral Mountains.
El valle es la cabecera del río Amargosa. Una pequeña porción occidental del valle se encuentra dentro del Parque nacional del Valle de la Muerte.

## Historia
El Valle Amargosa es el epónimo de la comunidad de Amargosa Valley, Nevada.
El ferrocarril de Tonopah y Tidewater recorrió el valle desde 1906 hasta 1940, para las operaciones de minería de bórax.

## Planta solar térmica
La controversia sobre los derechos del agua se produjo en 2009, cuando Solar Millennium, una empresa alemana, anunció planes para construir una planta de energía solar térmica en el valle de Amargosa. La misma requeriría el 20% del agua subterránea disponible en el acuífero del valle.